# Trek Brasilis
O Trek Brasilis é um website brasileiro e em português dedicado a divulgar notícias e conteúdo sobre a franquia de ficção científica Star Trek (Brasil: Jornada nas Estrelas / Portugal: O Caminho das Estrelas), de criação de Gene Roddenberry. O portal foi criado em 24 de setembro de 1999 pelo jornalista Salvador Nogueira.

## Histórico
Salvador Nogueira é um jornalista dedicado à divulgação científica. Sua paixão por ciência e por ficção científica se misturam desde menino. Conheceu a franquia Star Trek através dos filmes, que alugava em fitas VHS. Posteriormente, descobriu as séries de TV que antecederam as aventuras cinematográficas.
O Trek Brasilis surgiu da carência de material sobre Star Trek em português nos anos 1990. O projeto uniu duas paixões de Nogueira, ciência e Star Trek. Ao longo dos anos, muitos leitores do site tornaram-se colaboradores regulares.
Nogueira exerce a função de editor-chefe do Trek Brasilis, auxiliado pelos editores Fernando Penteriche, Gustavo Gobbi, Leandro M. Pinto e Ralph Pinheiro e por uma equipe de mais de vinte colaboradores.
Em 2009, Nogueira publicou, em coautoria com a escritora e tradutora Susana Alexandria, o livro Almanaque Jornada nas Estrelas (Aleph) e, em 2016, também com Alexandria, Jornada nas Estrelas: O Guia da Saga.
No decorrer de sua trajetória, o Trek Brasilis expandiu suas atividades para outros canais de informação, estando presente no Facebook, Instagram, X (antigo Twitter) e YouTube, onde transmite com regularidade vídeos e lives sobre Star Trek, analisando episódios recentes e abordando outros temas relacionados à série, sendo os principais o TB ao Vivo e o TB News.
A equipe do site também produz, ou produziu, através da Rede Trek Brasilis, podcasts como o Balde do Odo (sobre Star Trek: Deep Space Nine), Cérebro de Spock (sobre a série clássica), Barba do Riker (Star Trek: A Nova Geração), Café com a Janeway (Star Trek: Voyager) e Black Alert.

## Publicações impressas
Em setembro de 2019, em comemoração aos 20 anos do site, o Trek Brasilis lançou o livro Fascinantes: 20 personagens marcantes de Jornada nas Estrelas selecionados pelo Trek Brasilis, contendo vinte artigos escritos por seus colaborares sobre vinte personagens das diversas séries de Star Trek, mais um capítulo bônus sobre a USS Enterprise, principal nave da franquia.
A partir de novembro do mesmo ano, o site publicou a Coleção Trek Brasilis, com volumes temáticos sobre as séries e os filmes de Star Trek, lançados mensalmente até novembro de 2022. Foram ao todo 36 edições com 64 páginas cada.
Após um intervalo de dois anos. a Coleção Trek Brasilis voltou a ser publicada, desta vez sem periodicidade regular. O primeiro volume desta nova fase foi lançado em novembro de 2024.

### Volumes da Coleção Trek Brasilis
- Volume 0: Os 40 Anos de Jornada nas Estrelas: O Filme - Dezembro/2019 - ISBN 978-65-80930-02-9;
- Volume 1: Esperando Picard - Janeiro/2020-  ISBN 978-65-80930-03-6;
- Volume 2: Short Treks - Temporadas 1 e 2 - Fevereiro/2020 - ISBN 978-65-80930-04-3;
- Volume 3: A Jornada da USS Voyager - Março/2020 - ISBN 978-65-80930-08-1;
- Volume 4: As Origens de Deep Space Nine - Abril/2020 - ISBN 978-65-80930-07-4;
- Volume 5: Star Trek: Picard - Temporada 1 - Maio/2020 - ISBN 978-65-80930-06-7;
- Volume 6: Tudo sobre “The Cage” - Junho/2020 - ISBN 978-65-80930-05-0;
- Volume 7: As Origens de Enterprise - Julho/2020 - ISBN 978-65-87116-00-6;
- Volume 8: A Nova Geração - Temporada 1 - Agosto/2020 - ISBN 978-65-87116-01-3;
- Volume 9: A História do Século 21 - Setembro/2020 - ISBN 978-65-87116-02-0;
- Volume 10: Tudo sobre Jornada nas Estrelas II: A Ira de Khan - Outubro/2020 - ISBN 978-65-87116-03-7;
- Volume 11: As Origens de Star Trek: Discovery - Novembro/2020 - ISBN 978-65-87116-04-4;
- Volume 12: Star Trek: Lower Decks - Temporada 1 - Dezembro/2020 - ISBN  978-65-87116-05-1;
- Volume 13: Gene Roddenberry - 100 Anos - Janeiro/2021 - ISBN 978-65-87116-06-8;
- Volume 14: Star Trek: Voyager - Temporada 1 - Fevereiro/2021 - ISBN 978-65-87116-07-5;
- Volume 15: Tudo sobre Star Trek 2009 - Março/2021 - ISBN 978-65-87116-08-2;
- Volume 16: Manual Técnico – Enterprise NX-01 - Abril/2021 - ISBN 978-65-87116-09-9;
- Volume 17: Star Trek: A Série Animada - Temporada 1 - Maio/2021 - ISBN 978-65-87116-10-5;
- Volume 18: As Origens de A Nova Geração - Junho/2021 - ISBN 978-65-87116-11-2;
- Volume 19: Tudo sobre Jornada nas Estrelas III: À Procura de Spock - Julho/2021 - ISBN 978-65-87116-12-9;
- Volume 20: Os Mundos Ilustrados de Star Trek - Agosto/2021 - ISBN 978-65-87116-13-6;
- Volume 21: Tudo sobre Jornada nas Estrelas IV: A Volta Para Casa - Setembro/2021 - ISBN 978-65-87116-14-3;
- Volume 22: Star Trek: A Série Clássica - Temporada 1 - Outubro/2021 - ISBN 978-65-87116-15-0;
- Volume 23: Star Trek: Lower Decks - Temporada 2 - Novembro/2021 - ISBN 978-65-87116-16-7;
- Volume 24: Tudo sobre Jornada nas Estrelas V: A Última Fronteira - Dezembro/2021 - ISBN 978-65-87116-17-4;
- Volume 25: Os Bastidores de Star Trek: Discovery - Temporada 1 - Janeiro/2022 - ISBN 978-65-87116-18-1;
- Volume 26: Tudo sobre Jornada nas Estrelas VI: A Terra Desconhecida - Fevereiro/2022 - ISBN 978-65-87116-19-8;
- Volume 27: A Nova Geração - Temporada 2 - Março/2022 - ISBN 978-65-87116-20-4;
- Volume 28: A Saga de Star Trek: Early Voyages - Abril/2022 - ISBN 978-65-87116-21-1;
- Volume 29: Tudo sobre Jornada nas Estrelas: Generations - Maio/2022 - ISBN 978-65-87116-22-8;
- Volume 30: Os Bastidores de Star Trek – Temporada 1 - Junho/2022 - ISBN 978-65-87116-23-5;
- Volume 31: Star Trek: Discovery - Temporada 1 - Julho/2022 - ISBN 978-65-87116-24-2;
- Volume 32: Tudo sobre Jornada nas Estrelas: Primeiro Contato - Agosto/2022 - ISBN 978-65-87116-25-9;
- Volume 33: A Saga de Star Trek na DC – Volume 1 - Setembro/2022 - ISBN 978-65-87116-26-6;
- Volume 34: Star Trek: Picard - Temporada 2 - Outubro/2022 - ISBN 978-65-87116-27-3;
- Volume 35: Star Trek: Strange New Worlds - Temporada 1 - Novembro/2022 - ISBN 978-65-87116-28-0.
- Volume 36: Os Filmes Clássicos - Novembro/2024 - ISBN 978-65-87116-29-7.